# Миронов, Владимир Васильевич
Влади́мир Васи́льевич Миро́нов (4 апреля 1953, Москва — 20 октября 2020, Москва) — советский и российский философ, специалист в области эпистемологии и философии культуры. Доктор философских наук, профессор (1998), заслуженный профессор МГУ имени М. В. Ломоносова (2009), член-корреспондент РАН (с 29 мая 2008).
Декан философского факультета МГУ имени М. В. Ломоносова (1998—2020), одновременно заведующий кафедрой онтологии и теории познания философского факультета МГУ имени М. В. Ломоносова. Проректор университета (2001—2008): начальник Управления академической политики МГУ (2001—2006), начальник Управления академического планирования и методического обеспечения образовательной деятельности МГУ (2006—2008). Лауреат Ломоносовской премии II степени (2008).

## Биография
- Родился в семье рабочих. Мать, Миронова Анна Осиповна (1923, Саратовская область, Хвалынский район, село Старая Яблонка — 2002), приехала из Саратовской области на строительство университетского комплекса на Ленинских горах. Когда Владимиру не было ещё и года, отец ушёл из семьи, поэтому на плечи матери легла вся ответственность за воспитание сына. Семья жила в строительных бараках в Раменках, где были крайне скудные жилищные условия. До восьмого класса Владимир учился в интернате, затем перешёл в обычную московскую среднюю школу, которую окончил в 1970 году.
- В этом же году после неудачной попытки поступить на философский факультет МГУ пошёл работать учеником токаря, затем токарем на завод при НИИ Министерства электронной промышленности СССР.
- С 1971 по 1973 год служил в рядах Советской армии в БССР. В ноябре 1973 года, после окончания военной службы поступил на подготовительное отделение («рабфак») философского факультета МГУ. С 1974 по 1979 год учился на философском факультете.
- С октября 1979 по март 1981 года учился в очной аспирантуре кафедры диалектического материализма философского факультета МГУ. В 1981 году был приглашён работать на данной кафедре в должности младшего научного сотрудника. С 1983 по 1989 годы работал преподавателем-начальником курса, позднее старшим преподавателем философского факультета.
- В 1984 году защитил диссертацию на соискание ученой степени кандидата философских наук по специальности 09.00.01 — диалектический и исторический материализм на тему «Диалектико-материалистические основания критики концепций сциентизма и антисциентизма» и в 1988 году был избран доцентом философского факультета. Одновременно с 1988 по 1998 год работал заместителем декана философского факультета по учебной работе. В 1997 году защитил диссертацию на соискание ученой степени доктора философских наук по специальности 09.00.01 — онтология и теория познания на тему «Наука и философия в системе мировоззренческих ориентаций современной культуры». В 1998 году утверждён в учёном звании профессора.
- 15 июня 1998 года решением Учёного совета был избран деканом философского факультета МГУ (107 проголосовало «за», 27 — «против»), сменив на этой должности профессора А. В. Панина[3], который руководил факультетом с 1988 года. В том же году В. В. Миронов перевёлся на должность профессора кафедры теоретической философии. 10 июня 2003 года и 5 июня 2008 года единогласным решением Ученого совета был переизбран деканом философского факультета МГУ на безальтернативной основе.
- С 1998 по 2020 год заведовал кафедрой онтологии и теории познания (в 1960—1993 годах — кафедра диалектического материализма, в 1993—2000 годах — кафедра теоретической (или систематической) философии) философского факультета МГУ.
- С 2001 по 2006 год работал в должности проректора МГУ — начальника Управления академической политики и организации учебного процесса МГУ. С 2006 по 2008 год являлся Проректором МГУ — начальником Управления академического планирования и методического обеспечения образовательной деятельности МГУ. В феврале 2008 года ушёл с должности Проректора МГУ.
- В 2005—2013 годах был председателем Экспертного совета ВАК РФ по философии, социологии и культурологии.
- 29 мая 2008 года на Общем собрании Российской академии наук В. В. Миронов был избран членом-корреспондентом РАН по Отделению общественных наук (философия).
- В январе 2009 года В. В. Миронов был удостоен почётного звания «Заслуженный профессор МГУ имени М. В. Ломоносова».

В. В. Миронов — академик Петровской Академии наук и искусств, председатель докторского диссертационного Совета по специальности «Онтология и теория познания», председатель учебно-методического объединения по философии и политологии, вице-президент Российского философского общества.
Был главным редактором журнала «Вестник МГУ» (серии «Философия») и членом редколлегии журнала «Вопросы философии». Автор учебников по философии, научных и публицистических статей.
Своим любимым философом В. В. Миронов называл Канта.
Скончался 20 октября 2020 года от онкологического заболевания. Похоронен на кладбище Ракитки.

### Семья
С 1976 по 2020 год был женат на Да́гмар Вали Герте Мироновой (25 декабря 1955, Дрезден, ГДР; урождённая Вранке) — специалисте по общетеоретической философии, гносеологии, современной западной философии; переводчике философской и юридической литературы. Дагмар Миронова является кандидатом философских наук (1987; специальность 09.00.01 — диалектический и исторический материализм; тема диссертации «Рациональность как характеристика человеческой деятельности») и доцентом по специальности «Теория и философия политики, история и методология политической науки» (2017). В 1979—1981 — ассистент кафедры философии и культурологии Дрезденского технического университета. В период с 1981 по 1991 годы и с 2003 по 2008 годы занималась педагогической и научной деятельностью на философском факультете МГУ. С 1991 по 2002 год работала научным сотрудником Фонда Конрада Аденауэра (Konrad-Adenauer-Stiftung). С 2008 года — доцент кафедры истории и теории политики факультета политологии МГУ им. М. В. Ломоносова. У Дагмар и Владимира Мироновых трое детей: сыновья Александр (род. 1979) и Денис (род. 1983), дочь Кристина (род. 1988).

## Научная деятельность
В. В. Миронов имел более 60 научных публикаций. Из них за последние три года были изданы две монографии, в том числе на итальянском языке, три учебника по философии, учебник «Принципы принятия управленческих решений в системе федеральных органов исполнительной власти. Учебно-методическое пособие для государственных служащих» (в соавторстве), которые рекомендованы для преподавания в вузах. В последние годы публиковались статьи, связанные с проблемами соотношения философии и науки, места философии в системе культуры.
Миронов В. В. — специалист в области теории философии и философии культуры, автор большого числа крупных монографий, среди которых можно выделить монографии «Образы науки в современной культуре и философии» (1997), «Философия и метаморфозы культуры» (2005). Ряд работ В. В. Миронова переведены на итальянский, греческий, китайский и немецкий языки. Особо следует отметить книгу вышедшую уже в двух изданиях в Италии «Судьбы марксизма в России: от любви к ненависти» (Roma: Luiss Edizoni), жанр которой также оригинален, и представляет собой диалог российского и итальянского философов о судьбах марксизма.
В центре большинства работ В. В. Миронова находится обоснование положение о том, что философия представляет собой синтез рационально-теоретического и ценностно-эмоционального подходов к постижению бытия, которые невозможно отделить друг от друга и разнонаправленность которых задаёт границы смыслового пространства философии. Таким образом, философия реализуется как диалог мыслителей и культур, внутри которого сталкиваются разнообразнейшие точки зрения и синтезируются в едином общечеловеческом мыслительном процессе противоположные концепции. Именно за эти исследования изложенные в монографии «Философия и метаморфозы культуры» В. В. Миронову была присуждена в 2008 году высшая награда в области научно-исследовательской деятельности Московского государственного университета — Ломоносовская премия и памятная медаль.

## Высказывания
…Одна российская странность — у нас очень любят критиковать, так же как и восхищаться, часто попросту не зная сам объект критики.

## Административная деятельность
- вице-президент Российского философского общества;
- член Научного совета РАН по методологии искусственного интеллекта;
- сопредседатель Международного центра междисциплинарных исследований научно-технического развития и инновационной политики университета Карлсруэ (Германия);
- главный редактор журналов «Вестник Московского университета. Сер. 7. Философия» (до 2009 года также «Сер. 12. Политические науки»); член редколлегий журналов «Вопросы философии», «Философские науки» и «Вестник Российского философского общества»;
- член международного редакционного совета журнала «Личность. Культура. Общество»;
- председатель экспертного совета ВАК по философии, социологии и культурологии (с июня 2005 по декабрь 2013 года);
- член экспертной комиссии РСОШ по обществознанию;
- председатель УМС по философии, политологии и религиоведению Учебно-методического объединения по классическому образованию (с 2015 года — председатель Федерального учебно-методического объединения в системе высшего образования по укрупнённой группе специальностей и направлений подготовки «47.00.00 Философия, этика и религиоведение»[10]);
- председатель диссертационного совета Д.501.001.37 — «Онтология и теория познания», «Философия науки и техники» при МГУ.

Более 7 лет занимал должность проректора МГУ: начальник Управления академической политики МГУ (до 2006 г.) и начальник Управления академического планирования и методического обеспечения образовательной деятельности МГУ. Является автором монографии «Принципы принятия управленческих решений в системе федеральных органов исполнительной власти», предназначенной для системы обучения государственных служащих. Участник и организатор ряда международных конференций.

## Звания и награды
- «Почётный работник высшего профессионального образования РФ» за заслуги в области образования (2002)
- Ломоносовская премия за педагогическую деятельность (2003)
- Медаль ордена «За заслуги перед Отечеством» II степени (2005)[11]
- Медаль Министерства обороны РФ «За укрепление боевого содружества» (2005)[12]
- Ломоносовская премия II степени за монографию «Философия и метаморфозы культуры» (2008)
- Член-корреспондент Российской академии наук (2008)
- Заслуженный профессор МГУ имени М. В. Ломоносова (2009)
- Медаль ордена «За заслуги перед Отечеством» I степени (2013)[13]